# Тяньцзінь Цзіньмень Тайгер
«Тяньцзінь Цзіньмень Тайгер» (кит.: 天津津门虎足球俱乐部), раніше відомий як «Тяньцзінь Теда» — китайський футбольний клуб з міста Тяньцзінь, який виступає в Китайській Суперлізі.

## Досягнення

Логотип клубу «Тяньцзінь Теда»

- Китайська Суперліга:
  -  Срібний призер (1): 2010

- Китайська Цзя-А Ліга:
  -  Чемпіон (3): 1960, 1980, 1983 (розділений)

- Китайська Цзя-B Ліга:
  -  Чемпіон (1): 1998

- Кубок Китайської Футбольної Асоціації:
  -  Володар (2): 1960, 2011

- Суперкубок Китайської Футбольної Асоціації:
  -  Фіналіст (1): 2012

## Історія назв
- 1951-57: Норт Чайна
- 1957-92: Тяньцзінь Сіті (天津市足球队)
- 1993-94: Тяньцзінь (天津足球俱乐部)
- 1995-96: Тяньцзінь Самсунг (天津三星)
- 1997: Тяньцзінь Ліфей (天津立飞)
- 1998-99: Тяньцзінь Теда (天津泰达)
- 2000: Тяньцзінь Теда Динсинь (天津泰达顶新)
- 2001: Тяньцзінь Теда СЕС (天津泰达 CEC)
- 2002; Тяньцзінь Теда (天津泰达)
- 2003-04: Тяньцзінь Каншифу (天津康师傅)
- 2005-20: Тяньцзінь Теда (天津泰达)
- 2021-: Тяньцзінь Цзіньмень Тайгер (天津津门虎)

## Відомі гравці
- Марк Брідж
- Олександр Хацкевич
- Жамбор Керекеш
- Стіг Тефтінг
- Даміано Томмазі
- Ван Сяо
- Цзо Шушен
- Лі Вейфен
- Лю Юньфей
- Хао Цзюмінь
- Цао Ян
- Цзян Цзинь
- Юй Геньвей
- Юй Дабао
- Родольфо Родрігес
- Бенедикт Аквуегбе
- Богдан Мара
- Ахмет Дурсун
- Зайнутдін Таджиєв
- Родріго Лемос
- Густаво Матосас
- Адріан Паз
- Хуан Феррері
- Юриця Вучко
- Беннетт Мнгуні
- Зайнадін Жуніор

## Відомі тренери
| Напівпрофесіональні сезони： - Лю Шифан (в.о.) (1951) - Лі Чаугуй (перший офіційний головний тренер) (1956) - Шау Хіянкай (1957–59) - Женг Хуелінг (1959–72) - Сан Хіянфен (1973–75) - Шен Фуру (1975–77) - Ян Деюн (1977–87) - Шен Фуру (1988–90) - Зян Янан (1991) - Зю Шушен (1 січня 1992 – 31 грудня 1992) - Шен Фуру (1993) | Професіональні сезони: - Лінь Хіньян (1994–96) - Зю Шушен (1996—1997) - Чен Жинган (1997) - Лінь Хіньян (1998) - Освалдо Гіменез (1998) - Жин Зіян (1999–00) - Лю Юнон (в.о.) (2000) - Нельсон Агреста (2000–02) - Джузеппе Матерацці (2003) - Лю Юнон (в.о.) (2003) - Кі Вушен (2004) | - Лю Чунмін (2004–06) - Йозеф Ярабінський (2007–08) - Зю Шушен (14 травня 2008 – 1 грудня 2009) - Арі Ган (1 грудня 2009 – 31 грудня 2011) - Йосип Куже (1 січня 2012 – 27 травня 2012) - Алешандре Гімарайнс (1 червня 2012 – 31 грудня 2013) - Арі Ган (12 січня 2014 – 18 грудня 2015) - Драган Окука (18 грудня 2015–) |